# 长安路街道 (定州市)
长安路街道，是中华人民共和国河北省保定市定州市下辖的一个街道办事处。
2013年，河北省民政厅批复同意撤销赵村镇，设立长安路街道办事处，街道办事处驻长安路66号。

## 行政区划
长安路街道下辖以下地区：
赵村、辛庄子村、东甘德社区村、西甘德村、西南佐村、孟家庄村、刘家庄社区村、庄头村、大流村、达子庄村、辛店子村、大寺头村、胡家佐村、大堡自町村、新合庄村、新民庄村、新兴庄村、董庄子村、塔宣村、北宫城村、黄宫城村、胡宫城村、西王庄村、小堡自町村和韩家庄村。